# Jacques Roux (katolikus pap)
Jacques Roux (Pranzac, 1752. augusztus 21. – Bicêtre, 1794. február 10.) párizsi római katolikus pap, a francia forradalom résztvevője.

## Életpályája
Roux a sans-culotte-ok balszárnyának, a „veszettek” („enragés”) csoportjának alapítója és vezetője volt. Ez az 1792-ben létrehozott radikális társaság a társadalmi egyenlőség eszméjéből kiindulva a tömegek anyagi nyomorának megszüntetését követelte. E cél elérését a spekulánsok, az üzérek üldözésével, a tőzsde bezárásával, a földek kisajátításával és egy kényszergazdaság bevezetésével kívánta elérni. Úgy gondolták, hogy a nép gazdasági egyenlősége által legyőzhető a városi szegénység. Roux 1793 májusában részt vett a sans-culotte-ok felkelésében. Radikalizmusa miatt azonban szembekerült Maximilien de Robespierre-rel, aki őt 1793. szeptember 5-én bujtogatás vádjával letartóztatta. Miután halálra ítélték, nem várta be az ítélet végrehajtását, hanem inkább öngyilkosságot követett el.